# Anii 1840
Anii 1840 au fost un deceniu care a început la 1 ianuarie 1840 și s-a încheiat la 31 decembrie 1849.